# Люмефантрин
Люмефантрин (або бенфлуметол) — протималярійний препарат. Використовується тільки в поєднанні з артеметером. Іноді для опису цієї комбінації використовується термін «коартеметер». Люмефантрин має значно більший період напіввиведення в порівнянні з артеметером, і тому вважається, що він видаляє залишкові паразити, які «вижили» після комбінованого лікування.
Люмефантрин, разом з піронаридином та нафтохіном, були синтезовані під час китайського дослідження Проект 523 щодо пошуку протималярійних препаратів, розпочатих у 1967 році; всі ці сполуки використовуються в комбінованій антималярійній терапії.

## Синоніми
Benflumetol, dl-Benflumelol, Lumefantrine